# アンナ・エゴロワ
アンナ・エゴロワ（Анна Александровна Егорова、1916年9月23日 - 2009年10月29日）とは、第二次世界大戦で活躍した女性パイロット。ソ連邦英雄の一人（1965年受賞）で、最終階級は中尉。

## 人物
1916年9月23日にモスクワ西方のボロジノで生まれる。父アレクサンドルは農奴だった。
もともとは地下鉄建設公団で働いていた。1938年、ウリヤノフスクの航空学校へ入るが、しばらくして兄が逮捕され、「人民の敵」の親族として扱われることになる。スモレンスクへ逃れ、紡績工場で職をみつけた。そこで航空クラブに入り、ヘルソン飛行教官航空学校への就学指令書を受け取った。卒業してからはカリーニン航空クラブの講師をしていた。
独ソ戦（大祖国戦争）の初期に南部戦線の第130独立連絡航空飛行大隊へ配属される。Po-2に搭乗し、およそ100回の発進を行った（連絡、敵後方での偵察）。1942年2月、戦闘赤旗勲章を授与される。
独ソ戦でのポーランド解放にも参加。連隊では唯一の女性パイロットであり、後に射撃手ドゥーシャ・ナザルキナとともに戦闘爆撃飛行隊の最初の女性搭乗員にもなった。出撃は277回を数える。Il-2を操縦しタマン半島やクリミア上空で戦闘を行った。
1944年8月20日、対空兵器で撃墜され、捕虜となる。同乗していたドゥーシャ・ナザルキナは死亡した。捕虜としていくつかの収容所をまわるが、1945年に第5突撃軍の戦車部隊によって解放された。
しかしそのままソ連の内務人民委員部に逮捕される。反逆罪の適用が検討され、11日間にわたって尋問を受けた。その後釈放されたが、彼女への疑いの眼差しはしばらく続いた。1945年に、健康がすぐれないとして空軍を退役する。
戦後は医務委員を勤めた後にモスクワへ戻り、第197攻撃航空師団長であったヴャチェスラフ・ティモフェーエフと結婚。1961年に文芸新聞で取り上げられたことをきっかけに、一躍英雄として名を知られるようになった 。
2009年10月29日、モスクワで永眠。